# Nils Torp
Nils Torp (født 20. februar 1953 i Aalborg) er en dansk sangskriver og musiker. Var i 1980-85 med i Kliché. Startede sammen med sangerinden Sofie Bonde gruppen Souvenirs i 1993.
Nils Torp har lavet forskellig musik til tv og teater og turnerede i et par år med Cirkus Charlie. Han har gennem hele sin karriere sideløbende beskæftiget sig med folkemusikken fra Himmerland. Og med kammermusik. 
Nils Torp spiller cello i Rebild Rokokotrio (Tine Lilholt, fløjte og Klaus Pindstrup, violin).
Nils Torp har rejst i bl.a. Indien, Grønland samt Shetlandsøerne. Han er gift med sangerinden Sofie Bonde. Sammen har de 2 børn.
Souvenirs har spillet mange tusinde livekoncerter - alle steder - inkl. Roskilde Festival, Musikhuset i Aarhus, Søndersø Kirke og Rostved Forsamlingshus.
Klichés album Supertanker (1980) er optaget i Kulturkanonen og har modtaget Pionerprisen ved Årets Steppeulv. Souvenirs har modtaget prisen for "Årets Danske Hit" (1997) og "Årets Dansktop Udgivelse" (2005) ved Danish Music Awards og Nils Torp har modtaget DJBFA's hæderspris.

## Diskografi
Med Vindharpen
- Rejsen til Yenan (1975

Med Kliche
- OK OK Boys (1982)

Med Nils Torp
- Dameben (1986)

Med Voss / Torp
- Den store Lysfest (1987)

Med Voss / Torp / Brill
- Dobbelt Plus (1984)

Med Souvenirs
- Souvenirs (1994)
- Sommerfugl (1996)
- Villa Danmark (1998)
- De bedste Souvenirs (2000)
- Ude på landet (2001)
- Cirkus (2004)
- Rækkehuse på Mars (2008)
- Hinterland (2010)
- Tangopartner (2016)